# The Voice van Vlaanderen (seizoen 1)
Het eerste seizoen van The Voice van Vlaanderen was een talentenjacht die uitgezonden werd op VTM. Het programma werd gepresenteerd door An Lemmens en backstage door Sean Dhondt. Het werd uitgezonden tussen 25 november 2011 en 17 maart 2012 en werd gewonnen door Glenn Claes. In het voorjaar van 2013 werd het tweede seizoen van The Voice uitgezonden.

## The Blind Auditions
Tijdens de eerste zes van in totaal zeventien afleveringen werden de "blinde audities" afgewerkt, waar de vier coaches met de rug naar de deelnemers gekeerd de kandidaten voor hun respectievelijke teams kozen. Als meerdere coaches een kandidaat kozen, dan koos de kandidaat zijn of haar coach uit de coaches die afgedrukt hadden.

#### Wildcards
Na de zes blind auditions werd er door twaalf artiesten een allerlaatste auditie gehouden op radiozender Q-music waarbij de eerste coach die afdrukte meteen de coach van de kandidaat werd. De volgende kandidaten werden geselecteerd:

## The Battle
In the Battle-shows die vanaf 6 januari 2012 werden uitgezonden werd bepaald met welke kandidaten elke coach doorging naar de liveshows. Binnen de teams streden de kandidaten met zijn tweeën tegen elkaar, een van beiden werd hierbij 'geëlimineerd'. Uiteindelijk konden slechts zes kandidaten per team mee naar de liveshows. Elke coach deed dit niet alleen, maar had hulp van een zelf gekozen persoon. De gekozen persoon en de coach vormden samen het "Dream Team".

### The Sing Off
Elke coach had zijn of haar team na "The Battle" teruggebracht naar acht acts, maar er konden slechts zes kandidaten naar de liveshows. De coach mocht samen met zijn of haar "Dream Team" drie acts kiezen die nog één keer met elkaar moesten battlelen in "The Sing Off". De kandidaten moesten in "The Sing Off" niet met elkaar zingen, maar moeten ze wederom hun auditienummer zingen. Daarna bepaalde de coach met z'n of haar dreamteam welke kandidaat alsnog mee naar de liveshows ging.

## The Liveshows

##### Resultaat
Het eindresultaat van de halve finale werd bepaald door de coaches die de helft van de punten verdeelden tussen hun respectievelijke twee kandidaten, de andere helft werd bepaald door het publiek. Na de bekendmaking van de winnaars werden de singles van de finalisten uitgezonden.

#### Halve finale
| Nr. | Coach              | Kandidaat | Ptn. Coach | Ptn. Publiek | Punten | Resultaat     |
| --- | ------------------ | --------- | ---------- | ------------ | ------ | ------------- |
| 1   | Natalia            | Silke     | 59         | 76           | 135    | Finalist      |
| 2   | Natalia            | Yass      | 41         | 24           | 65     | Uitgeschakeld |
| 3   | Koen Wauters       | Stephanie | 45         | 32           | 77     | Uitgeschakeld |
| 4   | Koen Wauters       | Bert      | 55         | 68           | 123    | Finalist      |
| 5   | Jasper Steverlinck | Glenn     | 60         | 57           | 117    | Finalist      |
| 6   | Jasper Steverlinck | Maxine    | 40         | 43           | 83     | Uitgeschakeld |
| 7   | Alex Callier       | Iris      | 60         | 69           | 129    | Finalist      |
| 8   | Alex Callier       | Joke      | 40         | 31           | 71     | Uitgeschakeld |

#### Finale (17 maart)
De finale stond gepland op 16 maart 2012, maar werd een dag uitgesteld naar aanleiding van het busongeval in Sierre.
| Nr. | Coach              | Kandidaat        | Nummer                         |
| --- | ------------------ | ---------------- | ------------------------------ |
| 1   | Koen Wauters       | Bert Voordeckers | "Girl, You'll Be a Woman Soon" |
| 2   | Jasper Steverlinck | Glenn Claes      | "Have a Nice Day"              |
| 3   | Alex Callier       | Iris Van Straten | "Video Games"                  |
| 4   | Natalia Druyts     | Silke Mastbooms  | "Hot Stuff"                    |
| 5   | Koen Wauters       | Bert Voordeckers | "Instant karma!"               |
| 6   | Alex Callier       | Iris Van Straten | "Time to Pretend"              |
| 7   | Natalia Druyts     | Silke Mastbooms  | "American boy"                 |
| 8   | Jasper Steverlinck | Glenn Claes      | "I Shot the Sheriff"           |

Na een optreden van Snow Patrol werden Iris Van Straten en Bert Voordeckers geëlimineerd en gingen Glenn Claes en Silke Mastbooms door naar de finale. Beide twee overblijvende finalisten zongen hun single, Glenn Claes zong "Knight in shining armour" en Silke Mastbooms zong "Awake".
Resultaten
| Plaats | Kandidaat        | Coach              | Resultaat |
| ------ | ---------------- | ------------------ | --------- |
| 1      | Glenn Claes      | Jasper Steverlinck | 52 %      |
| 2      | Silke Mastbooms  | Natalia Druyts     | 48 %      |
| 3      | Iris Van Straten | Alex Callier       |           |
| 4      | Bert Voordeckers | Koen Wauters       |           |

## Kijkcijfers
|    | Aflevering       | Datum            | Kijkcijfers | Plaats |
| -- | ---------------- | ---------------- | ----------- | ------ |
| 1  | Blind audition 1 | 25 november 2011 | 700.231     | 15     |
| 2  | Blind audition 2 | 2 december 2011  | 858.073     | 11     |
| 3  | Blind audition 3 | 9 december 2011  | 934.479     | 10     |
| 4  | Blind audition 4 | 16 december 2011 | 936.099     | 9      |
| 5  | Blind audition 5 | 23 december 2011 | 997.379     | 8      |
| 6  | Blind audition 6 | 30 december 2011 | 1.055.528   | 8      |
| 7  | Battle 1         | 6 januari 2012   | 975.337     | 8      |
| 8  | Battle 2         | 13 januari 2012  | 921.091     | 11     |
| 9  | Battle 3         | 20 januari 2012  | 798.301     | 16     |
| 10 | Battle 4         | 27 januari 2012  | 897.141     | 11     |
| 11 | Liveshow 1       | 3 februari 2012  | 821.475     | 13     |
| 12 | Liveshow 2       | 10 februari 2012 | 765.622     | 17     |
| 13 | Liveshow 3       | 17 februari 2012 | 829.469     | 14     |
| 14 | Liveshow 4       | 24 februari 2012 | 749.187     | 14     |
| 15 | Liveshow 5       | 2 maart 2012     | 763.468     | 15     |
| 16 | Liveshow 6       | 9 maart 2012     | 669.078     | 22     |
| 17 | Liveshow 7       | 17 maart 2012    | 705.899     | 15     |

## Discografie

### Albums
| Album met hitnotering(en) in de Vlaamse Ultratop 200 albums | Datum van verschijnen | Datum van binnenkomst | Hoogste positie | Aantal weken | Opmerkingen |
| ----------------------------------------------------------- | --------------------- | --------------------- | --------------- | ------------ | ----------- |
| Live show 1 2012                                            | 03-02-2012            | 18-02-2012            | 42              | 3            |             |
| Live show 2 2012                                            | 10-02-2012            | 18-02-2012            | 28              | 3            |             |
| The Voice van Vlaanderen: De songs 2012                     | 13-02-2012            | 18-02-2012            | 10              | 10           |             |
| Live show 3 2012                                            | 17-02-2012            | 25-02-2012            | 21              | 2            |             |
| Live show 4 2012                                            | 24-02-2012            | 03-03-2012            | 37              | 2            |             |
| Live show 5 2012                                            | 02-03-2012            | 10-03-2012            | 53              | 2            |             |

### Singles
| Single met hitnotering(en) in de Vlaamse Ultratop 50 | Datum van verschijnen | Datum van binnenkomst | Hoogste positie | Aantal weken | Opmerkingen                                       |
| ---------------------------------------------------- | --------------------- | --------------------- | --------------- | ------------ | ------------------------------------------------- |
| You and your sister                                  | 06-02-2012            | 11-02-2012            | 27              | 3            | door Mayken Hoessen                               |
| Bang bang                                            | 06-02-2012            | 11-02-2012            | 6               | 4            | door Vinken Zusjes                                |
| Domino                                               | 10-02-2012            | 18-02-2012            | 50              | 1            | door Axelle Aerts                                 |
| The river                                            | 10-02-2012            | 18-02-2012            | 35              | 1            | door Iris Van Straten                             |
| Heaven                                               | 10-02-2012            | 18-02-2012            | 22              | 2            | door Eveline Billiau                              |
| Hey ya                                               | 10-02-2012            | 18-02-2012            | 14              | 2            | door Willem Storms                                |
| Like a virgin                                        | 10-02-2012            | 18-02-2012            | 9               | 3            | door Joke Vincke                                  |
| When a man loves a woman                             | 20-02-2012            | 25-02-2012            | 50              | 1            | door Stéphanie Onclin                             |
| What I am                                            | 20-02-2012            | 25-02-2012            | 42              | 1            | door Mayken Hoessen                               |
| The sound of silence                                 | 20-02-2012            | 25-02-2012            | 2               | 6            | door Glenn Claes                                  |
| Hurt                                                 | 27-02-2012            | 03-03-2012            | 50              | 1            | door Iris Van Straten                             |
| Heartbeats                                           | 27-02-2012            | 03-03-2012            | 28              | 2            | door Joke Vincke                                  |
| Unfinished sympathy                                  | 27-02-2012            | 03-03-2012            | 13              | 2            | door Eveline Billiau                              |
| Into my arms                                         | 05-03-2012            | 10-03-2012            | 25              | 3            | door Bert Voordeckers                             |
| Somebody to love me                                  | 05-03-2012            | 17-03-2012            | 50              | 1            | door Iris Van Straten                             |
| Naïve                                                | 05-03-2012            | 17-03-2012            | 32              | 2            | door Glenn Claes                                  |
| Come                                                 | 12-03-2012            | 17-03-2012            | 20              | 2            | door Bert Voordeckers                             |
| Teasing                                              | 12-03-2012            | 17-03-2012            | 9               | 2            | door Iris Van Straten                             |
| Knight in shining armour                             | 12-03-2012            | 17-03-2012            | 3               | 5            | door Glenn Claes / Nr. 8 in de Radio 2 Top 30     |
| Awake                                                | 12-03-2012            | 17-03-2012            | 2               | 9            | door Silke Mastbooms / Nr. 8 in de Radio 2 Top 30 |